# Iron Sheik
Hossein Khosrow Ali Vaziri, dit Iron Sheik, né le 15 mars 1942 à Damghan (Iran) et mort le 7 juin 2023 à Fayetteville (États-Unis), est un catcheur iranien naturalisé américain. Il est principalement connu pour son travail à la World Wrestling Federation (WWF) dans les années 1980 et le début des années 1990 où il remporte le championnat du monde poids-lourds de la WWF puis le championnat du monde par équipe de la WWF. 
Il fait de la lutte gréco-romaine durant sa jeunesse et il fait partie des entraîneurs de l'équipe des États-Unis aux Jeux olympiques d'été de 1972. Entre-temps, il commence en raison de ses origines et des tensions diplomatiques entre les États-Unis et l'Iran, son gimmick (personnage incarné) d'anti-américain, ce qui fait de lui un « méchant ».

## Jeunesse et carrière de lutteur
Vaziri pratique la lutte gréco-romaine et travaille comme garde du corps de la famille de Mohammad Reza Pahlavi, le dernier chah d'Iran. 
Il déclare qu'il a tenté de se qualifier dans l'équipe iranienne pour participer aux Jeux olympiques d'été de 1968 à Mexico. Cependant en 2003, le journaliste Keith Elliott Greenberg conteste cette déclaration. La même année, il décide de quitter l'Iran dont il ne soutient pas le régime politique et s'installe aux États-Unis dans le Minnesota. 
Il participe au championnat de lutte gréco-romaine organisé par l'Amateur Athletic Union dans la catégorie des moins de 180.5 lb (82 kg). Il est vice-champion en 1969 et 1970 avant de remporter finalement la médaille d'or en 1971,. Il déclare aussi avoir été entraîneur assistant de l'équipe des États-Unis aux Jeux olympiques d'été de 1972 à Munich. Greenberg conteste aussi cela en 2003. 

## Carrière de catcheur (1973-2000)

### Débuts (1973-1979)
Vaziri commence à s'entraîner pour devenir catcheur auprès de Verne Gagne, le promoteur de l'American Wrestling Association (AWA). Il fait partie de la même promotion du camp d'entraînement de l'AWA que Ric Flair, Greg Gagne (en), Jim Brunzell et Ken Patera. Il débute le 28 janvier 1973 sous le nom de Khosrow Vaziri et se retrouve face à Johnny Heidman et leur affrontement se termine sur un No contest. 
Durant les années 1970, il lutte à l'AWA ainsi que dans différentes fédérations membres de la National Wrestling Alliance (NWA) aux États-Unis ainsi qu'au Canada. Il est alors un mid-carder, un catcheur pas suffisamment bon pour participer aux matchs phares mais trop pour être juste engagé pour perdre. 

## Palmarès
- Century Wrestling Alliance (CWA)
  - 1 fois champion poids lourd de la CWA[9]
- Georgia Championship Wrestling (en)
  - 1 fois champion National Télévision de la National Wrestling Alliance (NWA)[10]
- Maple Leaf Wrestling
  - 2 fois champion poids lourd du Canada de la NWA (version Toronto)[11]
- Mid-Atlantic Championship Wrestling (en)
  - 1 fois champion poids lourd Mid-Atlantic de la NWA[12]
- World Wrestling Federation/Entertainment
  - 1 fois Champion de la WWF en 1984
  - 1 fois Champion par equipes avec Nikolai Volkoff en 1985
  - WWE Hall of Fame  en 2005

- National Wrestling Alliance
  - NWA Commonwealth Heavyweight Champion (1 fois)
  - NWA National Television Champion (1 fois)
  - NWA Canadian Heavyweight Champion (2 fois)
  - NWA Canadian Tag-Team Champion (1 fois, avec Texas Outlaw)
  - NWA PNW Tag-Team Champion (1 fois, avec Bull Ramos)
  - NWA Mid-Atlantic Heavyweight Champion (1 fois)
  - NWA Southern Heavyweight Champion (1 fois)

- International Association of Wrestling
  - IAW Heavyweight (1 fois)